# Basilica di Nostra Signora e di Sant'Antonio
La basilica di Nostra Signora e di Sant'Antonio è parte del complesso del Palazzo Nazionale di Mafra, comprendente convento, chiesa, palazzo reale vero e proprio e biblioteca, nel comune portoghese di Mafra.

## Storia
Progettata inizialmente come chiesa conventuale per i francescani, subì la sorte del progetto generale, ingrandito enormemente rispetto alla prima stesura, grazie all'arrivo in Portogallo dell'oro proveniente dalla nuova colonia del Brasile. Per la stesura del progetto definitivo e la supervisione dei lavori venne chiamato l'orafo ed architetto tedesco Johann Friedrich Ludwig, che acquisì poi la cittadinanza portoghese e prese il nome di João Frederico Ludovice.

## Descrizione

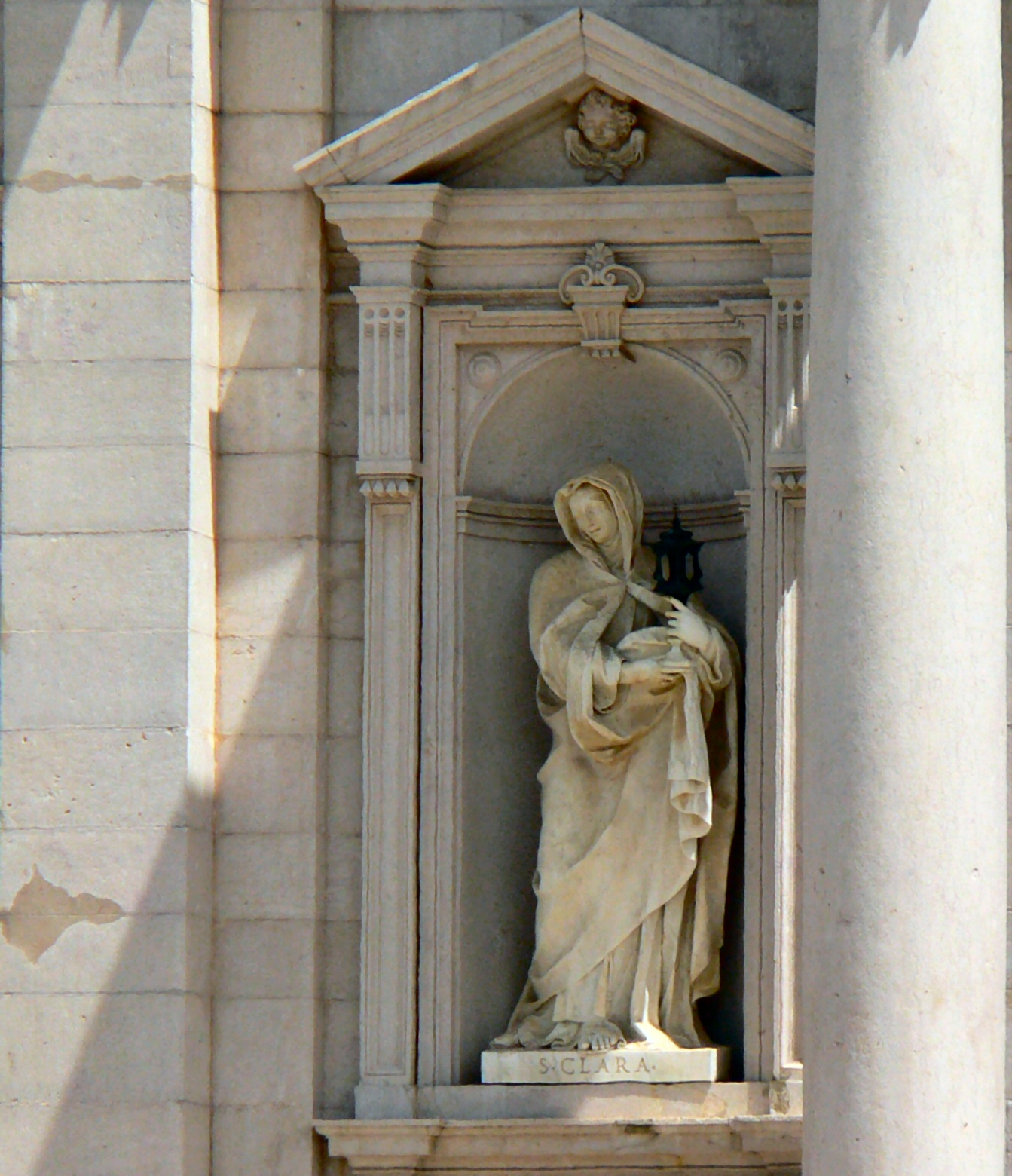
Statua di Santa Chiara di Giovan Battista Maini sulla facciata della basilica

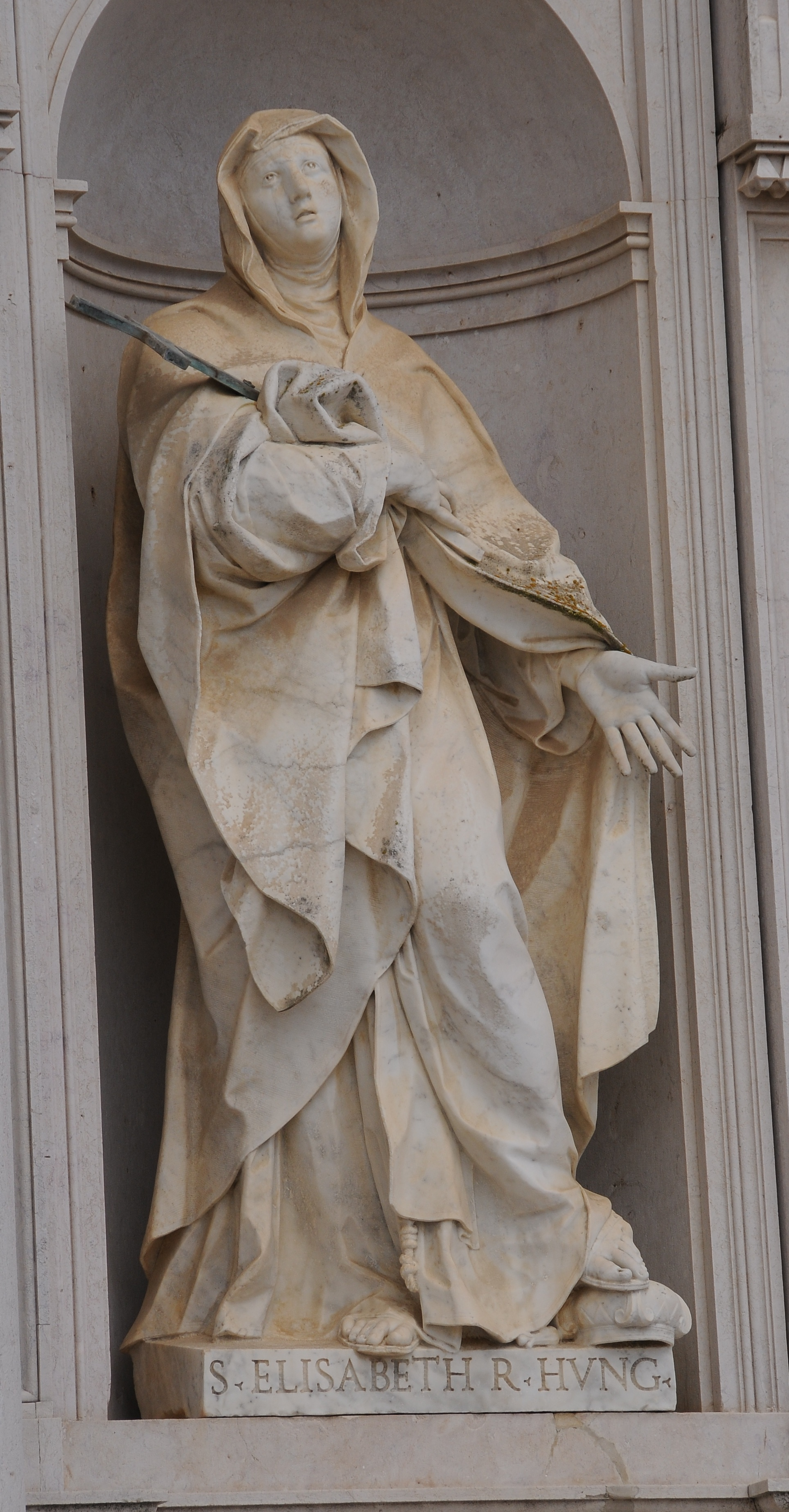
Statua di Sant'Elisabetta di Giovan Battista Maini sulla facciata della basilica

### Facciata
L'imponente facciata, al centro di quella più lunga del palazzo, è costruita in marmo, si sviluppa su due ordini ed è fiancheggiata da due torri campanarie, a loro volta fiancheggiate simmetricamente dalle due ali del palazzo. Il re, volendo rivaleggiare con lo splendore della città di Roma, si era fatto inviare dall'ambasciatore portoghese presso la Santa Sede i modellini degli edifici religiosi romani più importanti. Il balcone centrale per le benedizioni è chiaramente copiato da quello della Basilica di San Pietro a Roma, anche se fu concepito soprattutto come manifestazione del potere regale. Le due torri campanarie, ciascuna alta 68 m, sono ispirate a quelle della chiesa di Sant'Agnese in Agone a Roma, opera del Borromini. I loro due carillon contengono in totale 92 campane, fuse ad Anversa. La parte fra le torri è costruita in due ordini, ciascuno scandito da colonne corinzie fra le quali si alternano tre aperture e due nicchie, contenento ciascuna una statua in marmo di Carrara per ogni ordine. In quello superiore le nicchie contengono le statue di San Domenico (lato nord) e di San Francesco (lato sud), in quello inferiore quelle di Santa Chiara (lato nord) e di Santa Elisabetta d'Ungheria (lato sud). La parte centrale fra le torri è poi sovrastata da un timpano triangolare, al centro del quale si stacca un enorme medaglione in diaspro sul quale sono raffigurati in bassorilievo la Madonna con il Bambino, sant'Antonio in adorazione e i santi patroni del monastero. Il medaglione è opera dello scultore italiano Giuseppe Lironi.

### Vestibolo

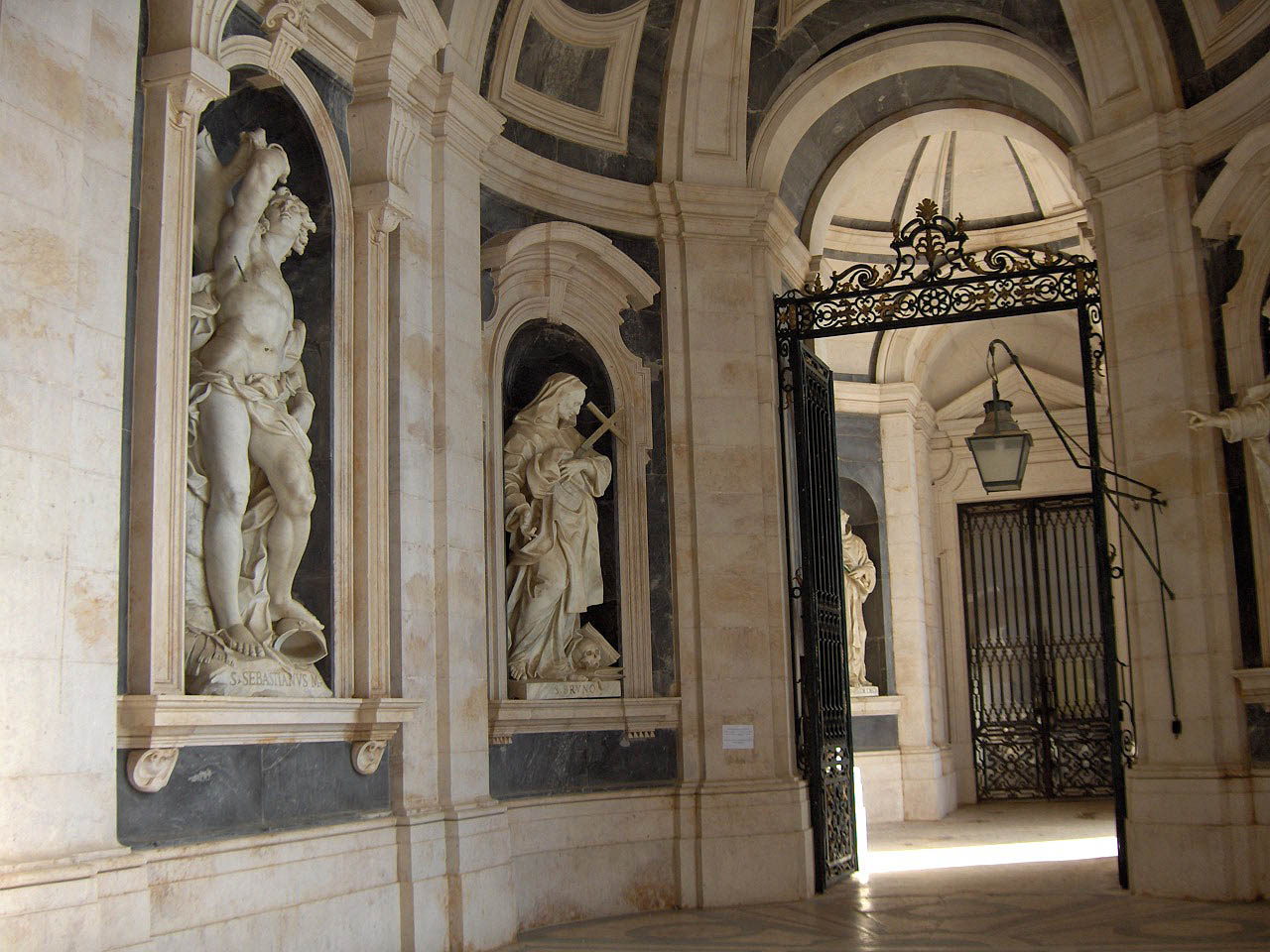
Statue di San Sebastiano e San Bruno all'ingresso della basilica

Il vestibolo contiene un gruppo di grandi sculture rappresentanti i santi patroni di numerosi ordini religiosi: le due più grandi, circa 4 m di altezza, rappresentano San Vincenzo e San Sebastiano, entrambe attribuite allo scultore italiano Carlo Monaldi,cui si aggiungono quelle di San Benedetto, San Bruno, attribuita allo scultore Giuseppe Lironi, San Bernardo e San Giovanni di Matha. Ottagonale, il vestibolo si prolunga lateralmente lungo le ali delle torri nord e sud e alle statue di cui sopra se ne aggiungono altre otto, tutte di scultori italiani:
- a nord le statue di San Francesco di Paola, San Felice di Valois, San Pietro Nolasco e San Gaetano
- a sud le statue di Sant'Ignazio, Santa Teresa, San Filippo Neri e San Giovanni di Dio.

### L'interno

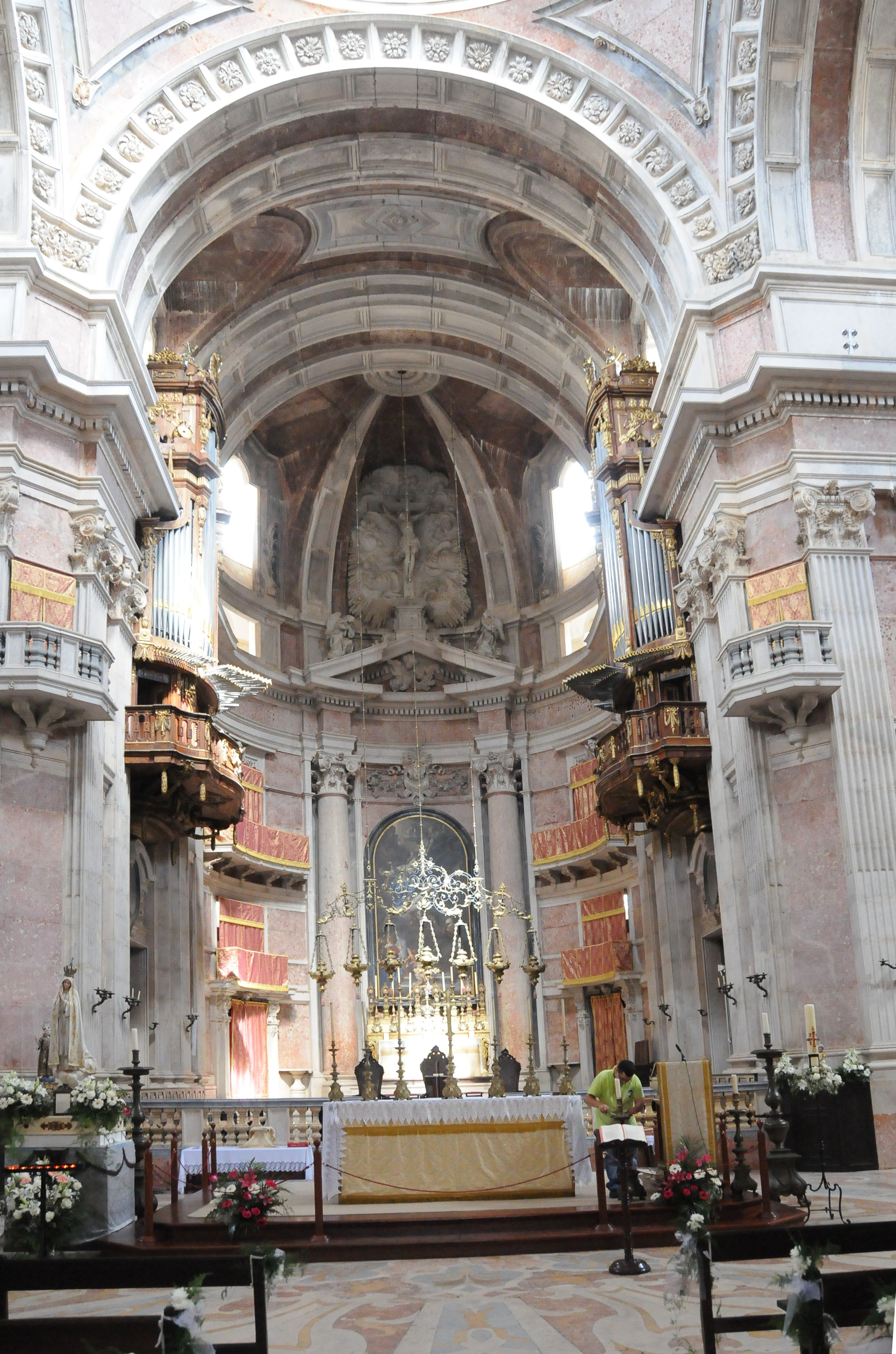
Navata centrale ed altar maggiore della Basilica

L'aula, a tre navate, si estende per 58,5 m, misurati dal portale d'ingresso al fondo della chiesa, su una pianta a croce latina, i cui bracci del transetto si estendono per 43 m. Piuttosto stretta (16,5 m), l'altezza della navata centrale (21,5 m) accentua ancor più questo suo aspetto. La basilica ha 11 cappelle, 45 tribune, 6 organi, 18 porte (oltre alle 63 che si trovano nelle scale interne).
L'interno, quasi interamente rivestito in marmo, vede prevalere il colore rosa, ci si alternano marmi di vari altri colori. I disegni multicolori del pavimento sono replicati sul soffitto. La volta a botte poggia su 62 semicolonne scanalate che si ergono fra le cappelle laterali. La cappelle del transetto contengono altari in diaspro realizzati dalla Scuola di Mafra, fondata dall'italiano Alessandro Giusti, verso il 1754.

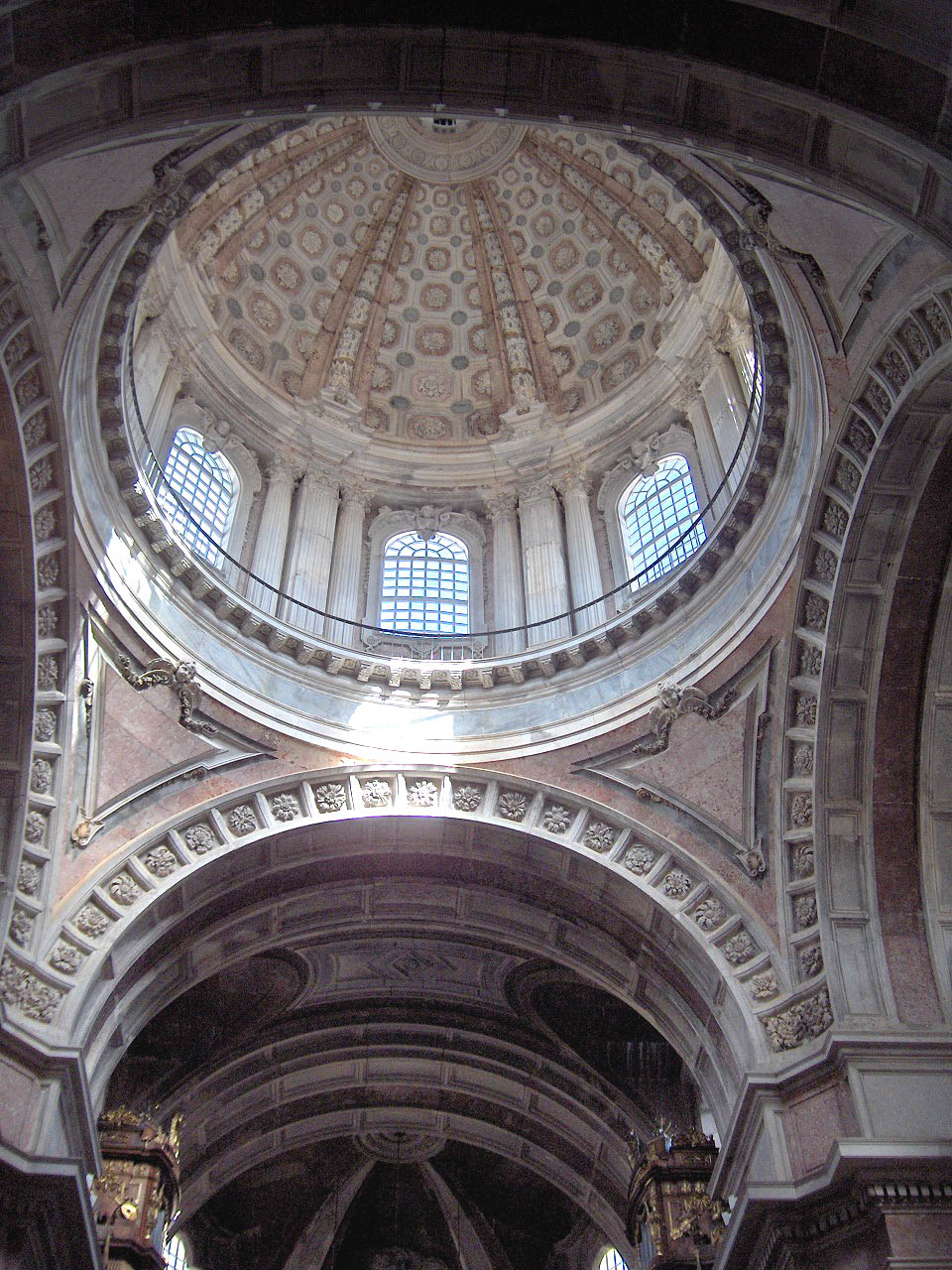
La cupola della basilica vista dall'interno

Le navate laterali espongono 58 statue in marmo commissionate ai migliori scultori romani di quel tempo. L'altar maggiore è fiancheggiato da due belle colonne in marmo rosa; di fronte si trova la pala d'altare, raffigurante la Madonna con il Bambino e sant'Antonio del pittore italiano Francesco Trevisani, e sopra ancora un frontone triangolare sul quale, inserito nella mandorla frontale, vi è un gran crocifisso in diaspro di 4,2 m fiancheggiato da due angeli inginocchiati, opera dello scultore genovese Francesco Maria Schiaffino.
Le due braccia del transetto si chiudono entrambe con una cappella: una dedicata alla Sacra Famiglia e l'altra all'Incoronazione della Vergine; le rispettive pale solo scolpite in marmo di Carrara dallo scultore italiano Alessandro Giusti, coadiuvato dall'allora allievo Machado de Castro.
Il coro contiene un magnifico candelabro gigante con sette lampade emergenti dalle bocche di altrettanti serpenti arrotolati.
La crociera è sormontata da una grossa cupola, anch'essa ispirata a quella della chiesa di Sant'Agnese in Agone a Roma; sulla sommità della cupola, alta 70 m e con un diametro di 13 m, e sostenuta da quattro archi finemente scolpiti, in marmo rosa e bianco, emerge una piccola lanterna.
Vi sono sei organi, quattro dei quali nel transetto, costituenti un unico insieme. Essi vennero costruiti da Joaquim Peres Fontanes e da António Xavier Machado Cerveira fra il 1792 ed il 1807; la canna più grossa è alta 6 m ed ha un diametro di 28 cm.

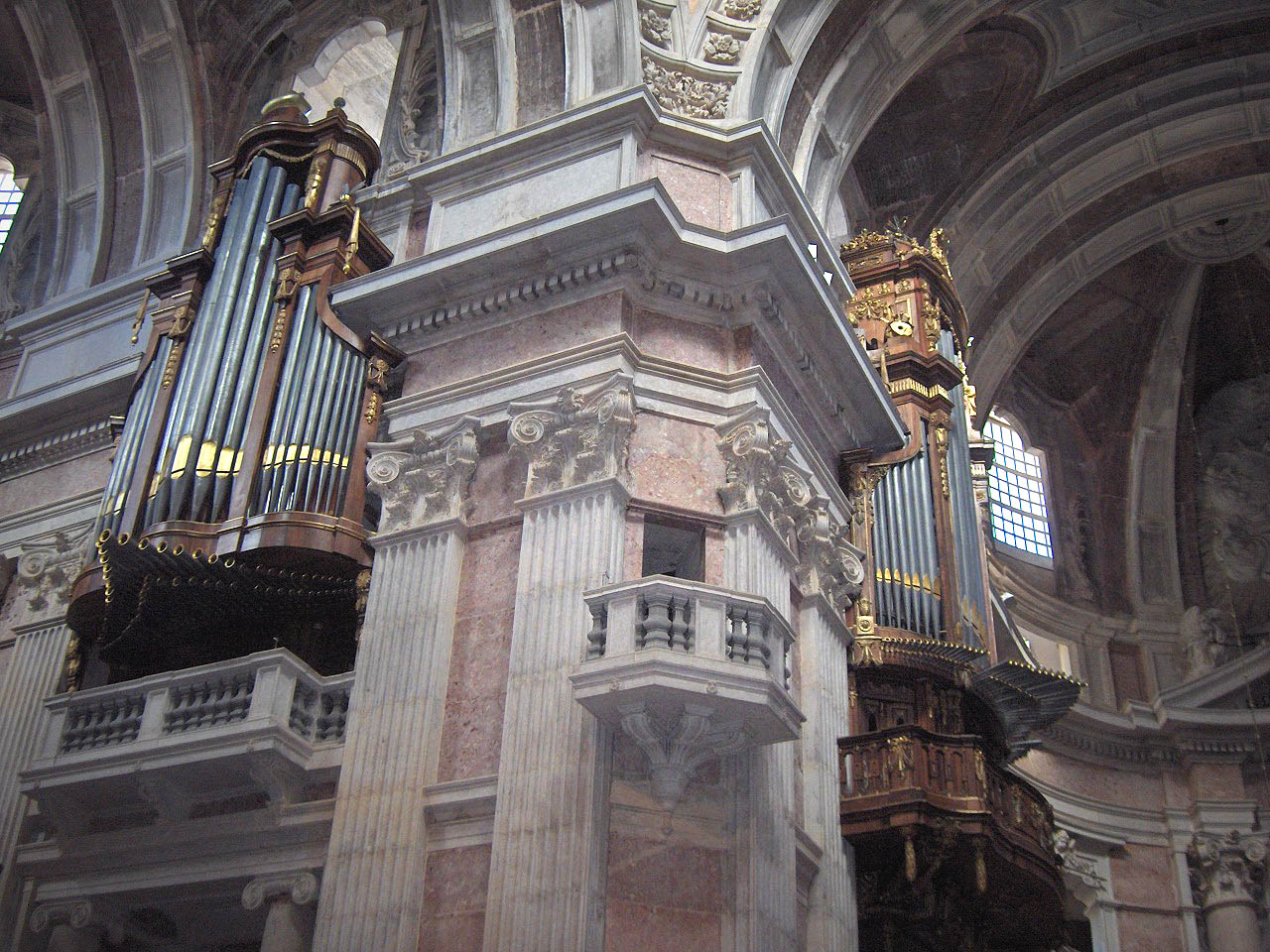
Due organi all'interno della basilica

Re Giovanni V ordinò i paramenti liturgici da maestri del ricamo di Genova e Milano quali Giuliano Saturni e Benedetto Salandri, e dalla Francia. Essi mostrano la superba qualità del loro ricamo con tecnica ad oro ed uso di fili di seta dello stesso colore.
I dipinti sacri nella basilica (e nel convento) costituiscono una delle più significative collezioni pittoriche del XVIII secolo in Portogallo. Essi comprendono opere degl'italiani Agostino Masucci, Corrado Giaquinto, Pompeo Batoni e di alcuni artisti portoghesi, studenti a Roma, quali Vieira Lusitano e Inácio de Oliveira Bernardes.
Originariamente tutti gli altari e le lunette delle cappelle della basilica erano decorati con dipinti ad olio di pittori italiani quali Francesco Trevisani, Corrado Giaquinto, Sebastiano Conca e Francesco Solimena, nonché del francese Pierre Antoine Quilard. Tuttavia, nel corso degli anni, l'umidità ha talmente rovinato queste tele, che dalla metà del XVIII secolo essi hanno dovuto essere man mano sostituiti da opere in marmo di Carrara, con sculture in bassorilievo, a cura di artisti della Scuola di scultura di Mafra.
La collezione di sculture conta opere di quasi tutti i maggiori scultori attivi in Roma nella prima metà del XVIII secolo. A quel tempo esso rappresentò il più grande, singolo ordinativo fatto da una potenza straniera a Roma ed ancor oggi è una delle maggiori collezioni esistenti.

## Istituzioni
La sede canonica della parrocchia di Mafra e la Reale e Venerabile Confraternita del Santissimo Sacramento di Mafra è la basilica.
Il 13 dicembre 2020, il Papa Francesco ha concesso la pontificia incoronazione della immagine de Nostra Signora della Solitudine, che rappresenta la Vergine Maria nel Misterio della sua Solitudine, tra la Morte e la Risurrezione de suo Figlio.